# Ужендув (гміна)
Гміна Ужендув (пол. Gmina Urzędów) — місько-сільська гміна у східній Польщі. Належить до Крашницького повіту Люблінського воєводства.
Станом на 31 грудня 2011 у гміні проживало 8859 осіб.

## Площа
Згідно з даними за 2007 рік площа гміни становила 119.06 км², у тому числі:
- орні землі: 78.00%
- ліси: 17.00%

Таким чином, площа гміни становить 11.84% площі повіту.

## Населення
Станом на 31 грудня 2011:
| Опис     | Загалом | Загалом | Чоловіки | Чоловіки | Жінки | Жінки |
| -------- | ------- | ------- | -------- | -------- | ----- | ----- |
| одиниця  | осіб    | %       | осіб     | %        | осіб  | %     |
| все      | 8859    | 100     | 4361     | 49.23    | 4498  | 50.77 |
| міське   | 0       | 100     | 0        |          | 0     |       |
| сільське | 8859    | 100     | 4361     | 49.23    | 4498  | 50.77 |

## Сусідні гміни
Гміна Ужендув межує з такими гмінами: Божехув, Ходель, Дзешковіце, Юзефув-над-Віслою, Крашник, Крашник, Ополе-Любельське, Вільколаз.